# Licuala fractiflexa
Licuala fractiflexa es una especie de la familia de las arecáceas. Es originaria de la Península Malaya en Terengganu.

## Descripción
Licuala fractiflexa es una pequeña palmera originaria del sotobosque de las selvas tropicales de Terengganu en la península malaya que fue descrita por Leng Guan Saw recientemente, en 1997. Tiene las hojas en forma de abanico con unos pocos segmentos anchos, con el más grande en el centro y  menores hacia la base. Los tallos de las hojas de color naranja. Una palmera apropiada para un jardín tropical.

## Taxonomía
Licuala fractiflexa fue descrita por Leng Guan Saw y publicado en Sandakania 10: 32. 1997.
Etimología
Licuala: nombre genérico que procede de la latinización del nombre vernáculo, leko wala, supuestamente utilizado para Licuala spinosa en Makassar, Célebes.
fractiflexa: epíteto